# Kwami
Kwami è una delle undici aree a governo locale (local government areas) in cui è suddiviso lo Stato di Gombe, nella Repubblica Federale della Nigeria. Si estende su una superficie di 1.787 km² e conta una popolazione di 195.298 abitanti.